# Lottia edmitchelli
Lottia edmitchelli fue una especie de molusco gasterópodo de la familia Nacellidae en el orden de los Archaeogastropoda.

## Distribución geográfica
Fue  endémica de los Estados Unidos.